# Plekenpol
Plekenpol of Graes is een voormalige niet erkende havezate en kasteel in de gemeente Winterswijk, in de Nederlandse provincie Gelderland. De havezate is gelegen ten zuiden van het dorp Winterswijk en is een van de oudste monumentale buitenplaatsen van Winterswijk. In vroeger tijd stond hier een aanzienlijk middeleeuws slot dat verdwenen is. Echter de oude gracht- en laanstructuren zijn nog voor een groot deel aanwezig, evenals de naast de buitenplaats gelegen ‘bleek’. Deze bleekvelden werden gebruikt om gewassen textiel te bleken in de zon. Van het ‘bleekershuus’ uit 1883 zijn alleen nog maar schoorstenen aanwezig. De nog bestaande  Berenschots watermolen hoorde bij de havezate.

## Geschiedenis
In de 14e eeuw was de Plekenpol het middelpunt van uitgestrekte goederen en in bezit van belangrijke rechten, waaronder dat van asiel. Het was een leengoed van Gelre en Zutphen. De oudst bekende belening dateert uit 1303, toen ridder Sweder van Ringenberg het leen opdroeg aan Alexander van Creyter. Van 1324 tot 1611 was de adellijke familie van Graes met het goed beleend, wier naam ook wel aan de havezate gegeven werd. Vervolgens kwam het in leen aan de familie Van Eerde. De bevelhebber van Groenlo, Matthijs van Dulcken, die in 1627 de stad tegen prins Frederik Hendrik had verdedigd, bracht hier zijn laatste levensjaren door.
Wegens geldgebrek deed de familie Van Eerde het goed in 1718 over aan Matthias Walien en Geesken Schimmelpenninck. In de achttiende eeuw hebben diverse andere families het goed in leen gehad, totdat de leengoederen werden afgeschaft.

## Schamppalen
Bij de ingang van de havezate staan twee hardstenen schamppalen, waarin bladmotieven en het inschrift "Plekenpol" zijn gehouwen. De palen staan sinds 1967 op de rijksmonumentenlijst.  

## Afbeeldingen

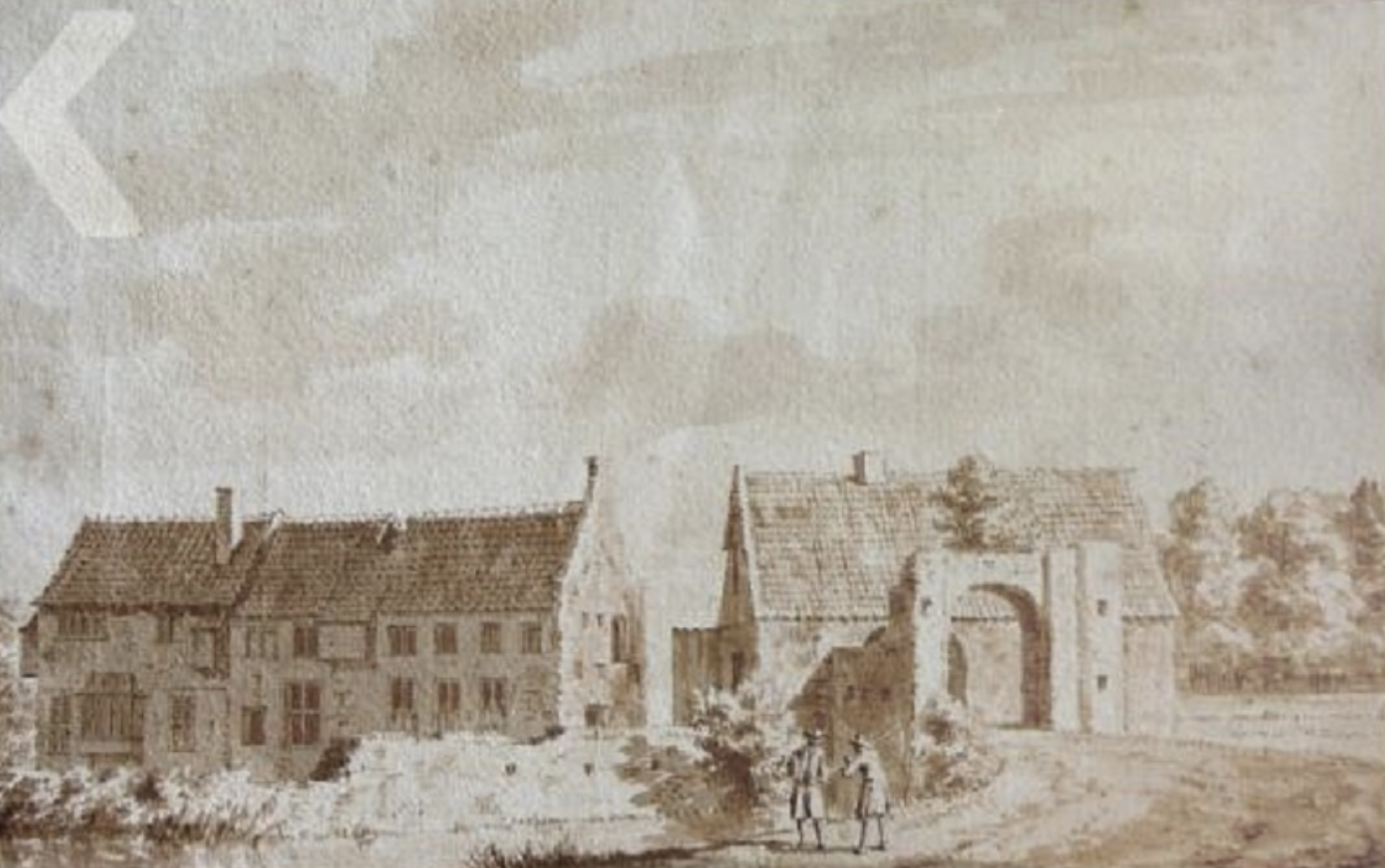
Havezate Plekenpol als ruïne anno 1713
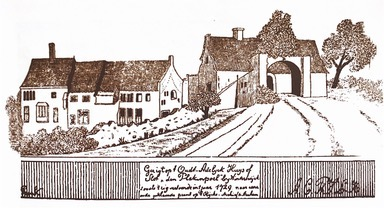
Deze tekening uit 1729 is niet volgens het perspectief van Nicolaas van Geelkercken (1642), maar laat wel zien dat in elk geval het poortgebouw vervallen is: blijkbaar groeit er zelfs al een boom op de dakrand.
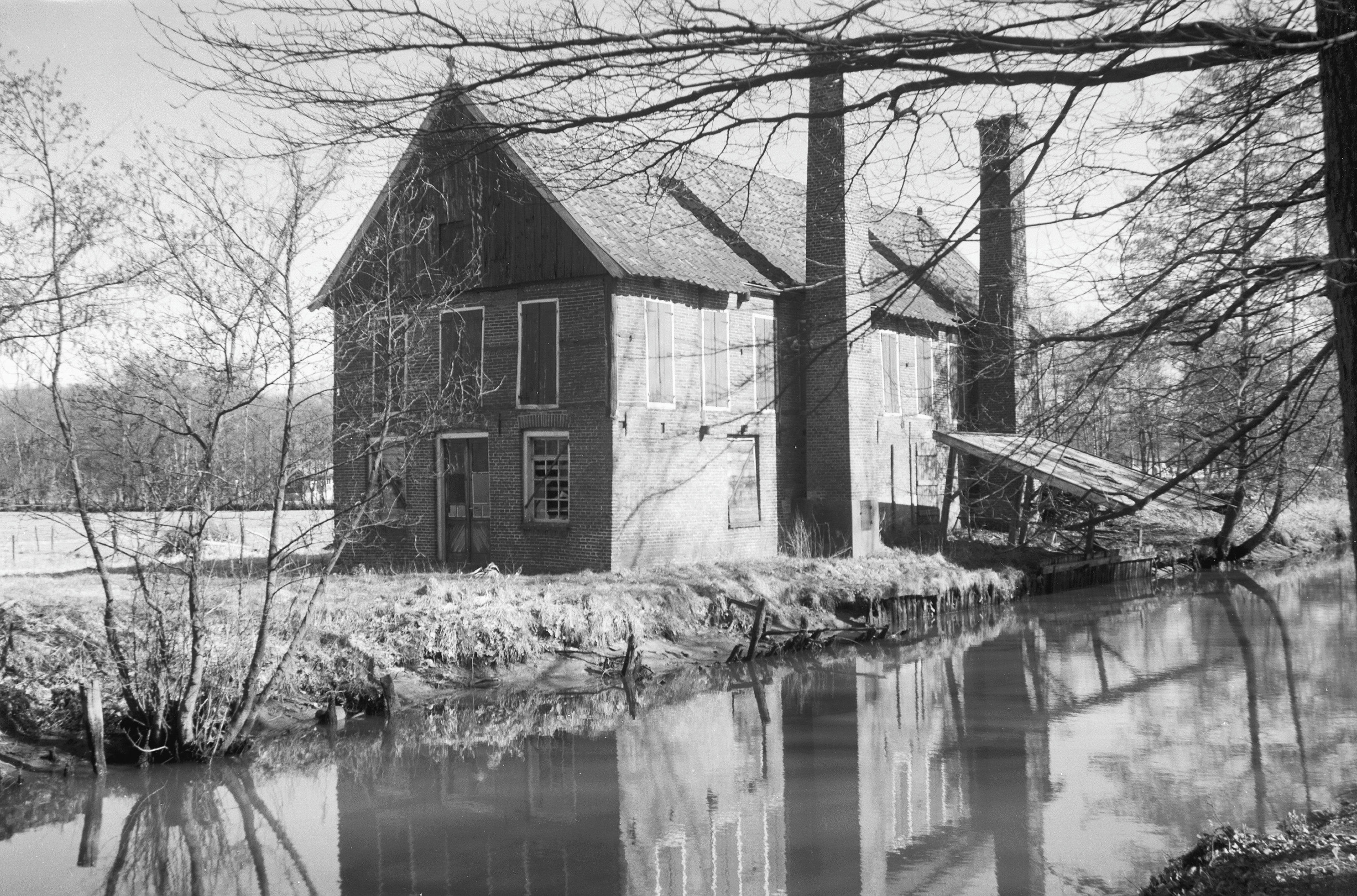
Bleekhuis anno 1965
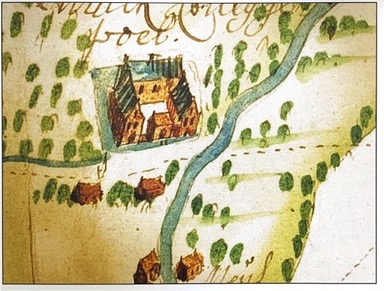
De natuurgetrouwe tekening van Havezate Plekenpol uit 1642 (Nicolaes van Geelkercken)
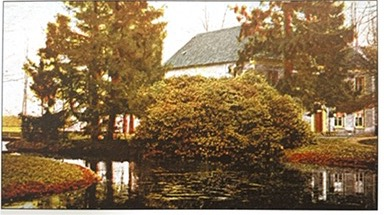
Plekenpol 't Sael Prentbriefkaarten in zwart/wit: Van het kasteel (later landhuis) 't Sael zijn geen goede afbeeldingen bekend: hoge bomen onttrokken het huis steevast aan het zicht.
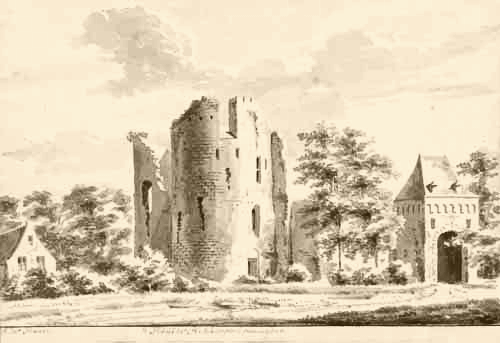
'Plekenpol' als ruïne in de 18e eeuw, door Abraham de Haen

Aalst · Aardenburg · Acquoy · Aerdt · Agistaldaburg · Ahof · Aldenhaag · Aller · Ambe · Ammersoyen · Ampsen · Andelst · Angeroyen · Appelburg · Appelse walburg · Appeltern · Arler · Baak · Babberich · Baer · Baerle · Bakerbosch · Balgoij · Barlham · Batenburg · Beek · Beerenclaauw · Bemmel · Bevervoorde · Bergh · Biljoen · Bingerden · Blankenborg (Laren) · Blankenborg · Blauwe Huis · Blokhuis (Ravenswaaij) · Boelenham · Boetselaersborg · Borculo · Boswaai · Brakel · Den Brakel · Den Bramel · Bredevoort · Broekhuizen · Bronkhorst · Bruchem · Bruinhorst · Brunsberg · Bulkestein · Bunswaard · Burcht van Tiel · Buren · De Buurse · Byland · Byvanck · Caetshage · Camphuysen · De Cannenburch · de Cloese · Coldenhove · Culemborg · Dedinckweerd · Delwijnen · Didam · Diepenbroek · Hof te Dieren · Huis Dijck · Dikke Tinne · Doddendaal · Dodewaard · Doornenburg · Doornik · Doorwerth · Dooyenburg · Dorth · Doseburg · Drakenburg · Dreumel · Druten · Duivelshuis · Eerbeek · De Ehze · Elburg · Eldrik · Emmerik · Engelenburg · Groot Engelenburg · Engelrode · Enghuizen · Enspijk · De Essenburgh · Essenpas · Est · Fokkinck · Gameren · Geerestein · Geldermalsen · De Gelderse Toren · Geldersweerd · Gellicum · Gendt · Gennepestein · Glindhorst · Goudenstein · ‘s-Grevenhoef · Groot Hell · Groenlo · Groesbeek · Huis te Groesbeek · Grunsfoort · Gulden Spijker · Hackfort · Hackforts Veenhuis · Hagen · Hagevoort · Hamerden · Hanepol · Harreveld · Harslo · Hassink · Het Haveke · Hedel · Heeckeren · De Heegh · Hees · De Heest · Hellouw · Hemmen · Hernen · Motte van Hernen · Heumen · Heusden · Hoekelum · Hoekenburg · De Hoeve · De Hof · Hof d'Ooy · Hof van Arkel · Huis het Holt · Holthuis · Het Holtslag · Ter Horst · Houberg · St. Hubertus · Huissen · Hulhuizen · Hulkestein · Hulsen · Hunneschans bij De Duno · Hunneschans bij Uddel · Jonker Bloo · 't Joppe · De Kamp · Karssenberg · Kemnade · Keppel · Kermestein · Kernhem · Kervel · Kiefskamp · De Kinkelenburg · Klein Enghuizen · Kleverburg · Kortenhoeve · Laag Helbergen · Lakenburg · Landfort · Langen · Latenstein · De Lathmer · Lathum · Ter Lede · Leegpoel · Leemcuyl · Leeuwen · Leeuwenbergh · Lensenburg · Lent · Leur · Leuvenum · Leyenburg · Lichtenvoorde · Lievenstein · Loenen · Loevestein · Loil · Loowaard · Luynhorst · Hof te Maasbommel · Magerhorst · Malburgen · Malderburcht · Malsen · Manhorst · Marhulsen · De Marsch · Marveld · Mathena · Maurik · Medel · Medestein · 't Medler · Meinerswijk · De Mellard · Mensink · Mergelp · Meteren · 't Meyerink · Middachten · Millingen · Mussenberg · Nagelhorst · Nederhagen · Nederhemert · Neerijnen · Huis Neerijnen · De Nesch · Nettelhorst · Nieuwe Blokhuis ·  Nijburg · Nijenbeek · Old Putten · Notenstein · Nye Huis · Olde Spijker · Oldenaller · Oldenhof (Driel) · Oldenhof (Heteren) · De Ooij · Oolde · Oud Oolde · Oosterhout · Ophemert · Opijnen · Oud Ampsen · Oude Blokhuis · Het Oude Loo · Oude Voorst · Oudenborch · Oud-Wisch · Huis te Overasselt · Overeng · Overhagen · Overlaar · 't Oye · Palmestein · De Parck · Persingen · Plekenpol · Ploen · Pluimenburg · Poederoijen · Poelwijck · Poelwijk · De Pol (Dreumel) · Huis de Poll (Huis te Gietelo) · De Poll (Huissen) · Pollenbering · Pollenstein · Puttenstein · Het Raasink · Ravenhorst · De Rees · Ressen · Reuversweerd · Reygersfoort · Rhijnestein · Huis Rijswijk · Rode Toren · Roode Wald · Rosande · Rosendael · Rossum · Rumpt · Ruurlo · Rijsselt · Schadewijk · Schaffelaar · Scherpenzeel · Schoonbroek · Schoonderbeek · Schoonenburg · Schuilenburg · Schuilkerke · Hof te Seelbeek · Sevenaer I · Sevenaer II · Sinderen (Oude IJsselstreek) · Sinderen (Voorst) · Slangenburg · Sleeburg · Slimsijp · De Snor · Soelen · Spaansweerd · Spaldorp · Spijk · Staverden · Sterkenburg · Swanepol · Tarthorst · Teisterbant (Kerk-Avezaath) · Teisterbant (Kerkdriel) · Ter Dicke · Tolhuis · Tolhuis (Tiel) · Tollenburg · Tongerlo · Toren van Wely · Tuil · Ubbergen · Uilenburg (Ewijk) · Uilenburg (Heteren) · Ulenpas · Ulft · Upladen · Valburg · Valkhofburcht · Valkhofpalts · Vanenburg · Varik · Hof te Varsseveld · 't Velde · Velhorst · Verwolde · Vierakker · De Voorst · Voorstonden · Vorden · Vosbergen · Vredenburg · Vredestein (Driel) · Vredestein (Ravenswaaij) · Vuren · Waardenburg · Waddestein · Wadenoijen · Waede · Wageningen · Walfort · 't Waliën · De Wardt · Watergoor · Watermeerwijk · Wayenstein (Huis te Herwijnen) · Well (Huis van Malsen) · Weijenrade · Westenburg · Westerholt · Weurt · De Wiersse · Wijenburg (Echteld) · De Wildenborch · De Wildt · Wilp · Wilperhorst · Winssen · Wisch · Wychen · Wolfswaard · Woolbeek · Yrst · IJzendoorn · Zeeland · Zilveren Spijker · Zuilichem · Zwaluwenburg · Zwanenburg (Heerde) · Zwanenburg (Megchelen)
Bredevoort · De Buurse · Plekenpol · Ravenhorst · Rode Spijker · Walfort · 't Waliën